# Pierre Westerman
Pierre Westerman, född 11 januari 1932 i Adolf Fredriks församling, Stockholm, död ? juni 1981 i Solna församling, Stockholms län
, var en svensk kompositör, orkesterledare och sångtextförfattare. 

## Musikarrangör
- 1960 – Åsa-Nisse som polis